# 방켈 엔진

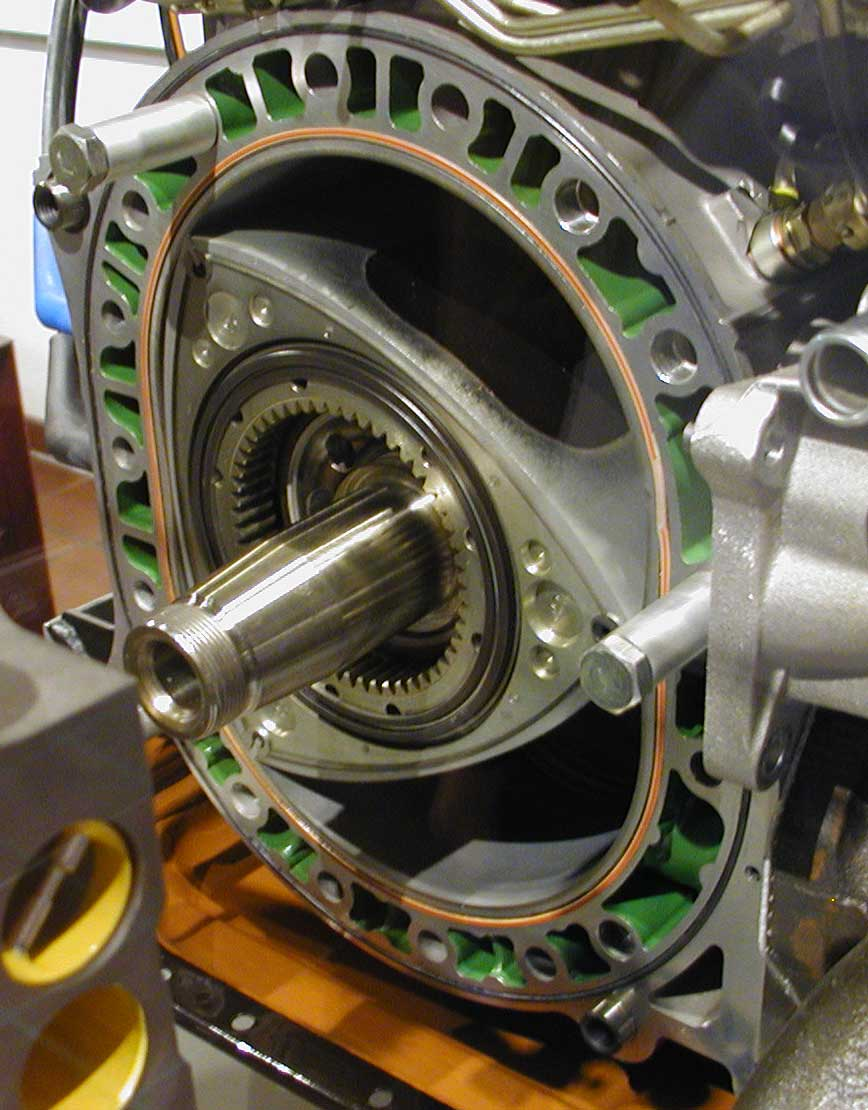
독일 뮌헨의 국립 독일 박물관에 위치한 방켈 기관.

방켈 엔진(Wankel engine, 방켈 기관)은 왕복 운동을 하지 않는 회전 방식을 이용하는 내연 기관의 일종이다. 다시 말해 피스톤 왕복 운동을 하지 않고 압력을 회전 운동으로 변환한다.
이 기관은 독일의 기술자 펠릭스 방켈이 발명하였다. 그는 1929년 이 기관에 대한 첫 특허를 받아 1950년대 초에 NSU에서 개발을 착수하였고 1957년에 동작 가능한 프로토타입을 완성하였다. 그 뒤 NSU는 이 개념을 세계 여러 회사에 라이선스하면서 디자인을 계속 개선해나갔다. 21세기에 생산에 들어간 유일한 내연 기관이다.
이러한 소형 디자인으로 말미암아 방켈 기관은 자동차, 자전거, 경주차, 항공기, 레이싱 카트, 수상 제트스키, 설상차, 체인톱, 보조 동력 장치 등 다양한 차량과 장치에 설치되었다.